# Carlos Aletto
Carlos Aletto (Mar del Plata, 18 de enero de 1967) es un narrador argentino, periodista cultural y licenciado en Letras UNMDP. Premio Municipal de Literatura de la Ciudad de Buenos Aires.

## Biografía
Aletto fue el fundador y editor de la revista Unicornio, un caballo con suerte (1992-1994). En 2000 obtuvo el primer premio de la 3.ª Bienal Nacional de Arte Joven, con los cuentos «Atalaya» y «Los sueños de Liniers». Entre otros galardones, es el ganador del Premio Municipal de Literatura en la categoría ensayo en el bienio 2012-2013, entregado en el año 2021. 
En 2008, el jurado (por unanimidad) lo elige entre 6660 cuentistas como el ganador del Concurso de Cuento Clarín 2008.
En agosto de 2009 fue reconocido por unanimidad con el Primer Premio Internacional «Dante en America», organizado por el Consorcio de Universidades Italianas por su trabajo El Infierno de paja: Dante en «La cautiva» de Esteban Echeverría. 
El 10 de junio de 2010 presenta Antes de perder recibido con elogios por la crítica.
En julio de 2012 edita Anatomía de la melancolía (novela),
 novela de la cual ha dicho Ricardo Piglia 

Es muy buena la novela de Carlos Aletto, la leí en la pausa ideal de la espera -un poco melancólica también- entre una mudanza y un viaje en avión, pero estaba tan entusiasmado con la prosa del libro que casi pierdo el vuelo.
Ricardo Piglia

Y en agosto de 2013 se publica su libro Diálogo para una poética de Julio Cortázar, un trabajo sobre la relación entre imagen y palabra en la obra del autor de Rayuela. En el 2013 recibe la primera mención de honor de los Premios Nacionales por su novela Anatomía de la melancolía y el Premio Lobo de Mar a la literatura. En diciembre de 2014 formó parte de la delegación de escritores argentinos en la Feria Internacional del Libro de Guadalajara (México) (FIL) -organizado por la prestigiosa universidad de esa ciudad mexicana- que tuvo a la Argentina como país invitado de honor. Fue el director del SLT (Suplemento Literario Télam). Ganador del prestigioso Premio Municipal de Literatura en la categoría ensayo en el bienio 2012-2013 por su libro Diálogo para una poética de Julio Cortázar.
En junio de 2023, publicó la novela Once segundos, que narra la historia de dos amigos en el contexto del famoso gol de Diego Maradona a Inglaterra en el Mundial de México 1986.
Once segundos es una novela escrita por el narrador y periodista argentino Carlos Aletto. Publicada en junio de 2023 por Sudamericana (Penguin Random House), la historia transcurre en el contexto del famoso gol de Diego Maradona a Inglaterra en el Mundial de México 1986. La novela aborda temas como la amistad, la infancia en barrios marginales, el fútbol como redención, el poder de la literatura y las diferencias de clase.

## Sinopsis ampliada
Once segundos narra la historia de dos amigos, Daniel Durante y el "Gordo" Aletto, quienes crecen juntos en un barrio periférico de Mar del Plata en los años ochenta. En el centro de sus vidas está un televisor JVC, alrededor del cual giran sus experiencias y sueños. Este aparato es testigo del partido que marcará un antes y un después en la memoria colectiva argentina: el segundo gol de Diego Maradona a Inglaterra en el Mundial de 1986, una jugada que duró apenas once segundos, pero que significó mucho más que un evento deportivo, convirtiéndose en un símbolo de justicia y redención nacional tras la guerra de Malvinas.
La novela está estructurada en tres partes que abordan las vidas de los personajes desde distintas perspectivas temporales y temáticas:
1. Los Durantes
Esta primera parte se centra en las infancias de Daniel Durante y el Gordo Aletto. Ambos amigos comparten sueños de ascenso social y éxito, haciendo una promesa de ayudarse mutuamente si alguno lograra salir de la pobreza. A través de los recuerdos del narrador, se exploran las tensiones familiares, los juegos de fútbol en terrenos baldíos y el impacto que el deporte tiene en su formación.
2. Los crepúsculos de María Laura
Dividido en dos secciones, Amanecer y Atardecer, esta parte aborda la adolescencia y juventud del narrador. En Amanecer, la relación con María Laura, una chica del barrio, representa la entrada en el mundo del amor, del deseo y de las primeras desilusiones. En Atardecer, el narrador reflexiona sobre el paso del tiempo, la madurez, y cómo los sueños juveniles van quedando atrás. Las referencias al fútbol y a Maradona son constantes, entrelazadas con sus aspiraciones como escritor.
3. La maradoneida
La tercera parte es un homenaje al mito de Maradona. Aquí, el "Gordo" Aletto conecta sus experiencias de vida con los momentos clave del gol de Maradona, trazando un paralelismo entre su vida y la epopeya del futbolista. El título de esta sección sugiere una suerte de epopeya moderna, donde el gol de Maradona es visto como un acto heroico, casi mítico, que define el carácter de una nación y también la vida del protagonista.

## Argumento
El argumento gira en torno a la vida de estos dos amigos, su lucha por salir de la pobreza y sus sueños de grandeza. Mientras Daniel busca triunfar en el fútbol o los negocios, el "Gordo" Aletto, quien narra la historia, aspira a convertirse en escritor. La novela también refleja el contexto sociopolítico de Argentina, desde la dictadura militar hasta el renacimiento democrático y las posteriores crisis económicas. Los personajes están marcados por la exclusión social, el esfuerzo por sobrevivir y el deseo de superación, con el fútbol como una constante que une sus vidas.

## Personajes principales
Gordo Aletto: El narrador y protagonista, quien cuenta la historia desde su perspectiva. Sueña con ser escritor y reflexiona sobre su vida, marcada por el fútbol y las aspiraciones de juventud.
Daniel Durante: El mejor amigo del narrador. Ambos comparten sueños y promesas de ayudarse mutuamente a escapar de la pobreza.
María Laura: Figura central en la adolescencia del narrador, representa el despertar sexual y emocional.
Don Pepe: Padre de Daniel, que encarna la figura paterna en la vida de los chicos.

## Detalle de los once segundos
Cada capítulo comienza con un detalle o fragmento de los once segundos que duró el gol de Maradona, sirviendo como una metáfora de los momentos breves pero decisivos que pueden cambiar el curso de una vida o de una nación. Estos fragmentos permiten al narrador reflexionar sobre el paso del tiempo y las decisiones que marcaron su vida.

## Temas principales
La amistad: La relación entre Daniel y el narrador es el eje emocional de la novela, una amistad que sobrevive a las dificultades y sueños compartidos.
El fútbol: Más allá de ser solo un deporte, el fútbol aparece como un elemento que une a las personas, que define identidades y que tiene un peso simbólico profundo, sobre todo en el contexto de la historia argentina.
La literatura: La vocación del narrador por convertirse en escritor se entrelaza con su vida cotidiana, las lecturas que lo influyen y sus esfuerzos por encontrar su lugar en el mundo literario.
La identidad argentina: A través del gol de Maradona y las experiencias de los personajes, la novela refleja cómo la historia de un país puede verse marcada por momentos icónicos que trascienden lo deportivo y se convierten en símbolos culturales.

## Comentarios de escritores
Guillermo Saccomanno: 

Una escritura de clase, la de Carlos Aletto. La fantasía futbolera se entrevera con la realidad de la marginación, las aventuras de pibes creciendo en un basural y la ilusión de hacerse escritor desde la exclusión. "Es que alguien tiene que escribir la historia de los que no escriben", propone Aletto. Y construye una novela que huele como la pobreza y brilla como las aventuras del barón de Münchhausen. Bienvenidos a una épica literaria maradoniana.

Hernán Ronsino: 

Once segundos es un viaje por el tiempo en busca de las raíces de uno de los mitos fundantes de la identidad argentina contemporánea; también es una magistral novela de aventuras que se sostiene en una lengua que Aletto construye como un orfebre y que despliega con maestría.

Claudia Piñeiro: 

Once segundos da cuenta del poder de la ficción, mientras nos lleva de la mano de personajes entrañables que conjugan los valores y las miserias de quienes día a día intentan salir adelante, anónimos, en silencio, sin perder sueños y fantasías que no son solo de ellos, sino también de una ciudad y de un país.

Pablo Ramos: 

Carlos Aletto nos regala una novela bellísima, sobre la esencia del amor, la esencia de la amistad, la esencia de la vida, y ese deseo interno de gloria, con el cual todos hemos nacido, pero que muy pocos logran mantener intacto frente a las inclemencias de la vida.

Guillermo Martínez: 

En Once segundos Carlos Aletto logra la difícil hazaña de enhebrar el relato dickensiano de una infancia en los márgenes con varios de los motivos de la cultura clásica y con la picaresca nacional.

Federico Jeanmaire: 

Importa el gol de Maradona a los ingleses. Claro que nos importa. No obstante, me parece que en Once segundos lo importante es otro asunto: ese formidable maridaje entre la historia colectiva y la personal. La literatura, un golazo.

María Rosa Lojo: 

Once segundos suma y combina géneros y modalidades literarias, no solo espacios y tiempos. La epopeya, la novela de formación, la narración costumbrista, convergen en un flujo multifacético que se instala en el humor, la tragedia, la lírica y la parodia.

Lucía De Leone: 

Once segundos no es una simple autobiografía, porque entra y sale de la cueva, encuentra ideas y para contarlas fragua estilos e inventa procedimientos.

Horacio Convertini: 

Vulnerando las leyes del tiempo y del espacio, Daniel y el Gordo terminarán siendo aliados fundamentales para que el Diez pueda convertir el gol de su vida.

Juan Pisano: 

La novela de Aletto tiene esa particularidad: la literatura tiene que ser leída, circular de modo masivo, llegar a quienes no son del palo.

Enzo Maqueira: 

Es una novela que repasa la historia de vida de un hombre en tándem con los once segundos que duró el gol de Maradona a los ingleses.

Loyds: 

Es un libro mega maradoniano que nos sumerge en la historia de un grupo de niños marplatenses, cuyas vidas giran alrededor de los once segundos que duró el mítico gol a los ingleses en México 86.

Julieta Grosso: 

Maradona es capaz de "anestesiar el dolor que genera en el cuerpo el amor no correspondido" y es el leitmotiv que aparece al comienzo de cada capítulo.

Fabio Wasserman: 

En Once segundos, como en la jugada de Diego, no hay pausas para descansar de estar vivos.

Sebastián Basualdo: 

Once segundos es una novela única en su género, honesta, entrañable y original en el más cabal sentido del término.

Verónica Abdala: 

El autor teje con maestría una trama que nos remite a un origen de algún modo compartido: el de las historias que nos cambiaron la vida porque nos transformaron en quienes somos.

## Impacto cultural
La novela ha sido reconocida como una "obra maradoniana" debido a su capacidad para capturar la emoción y la trascendencia cultural del gol de Maradona a los ingleses, un evento que sigue siendo una referencia simbólica en la memoria colectiva de Argentina. Además, Once segundos ha sido celebrada por su representación de la lucha cotidiana en los barrios y su reflexión sobre la influencia del fútbol y la literatura como elementos de identidad nacional.

## Obras
- 2007: Capítulo Borges.
- 2010: Antes de perder.
- 2015: Anatomía de la melancolía (en que aparece intercalada la Visión de don Túngano).
- 2013: Diálogo para una poética de Julio Cortázar. (Ganadora del Premio Municipal de Literatura)
- 2023: Once segundos (Sudamericana)

## Capítulos de libros
- «El Fausto de Estanislao del Campo: impresiones del gaucho Anastasio el Pollo en la representación del Teatro del Engaño» (pp. 193-199) En: Armando Capalbo, Editor Intergéneros culturales Literatura, artes y medios
- «De películas vistas y revistas» (pp.73-97) En: Calabrese, Elisa y De Llano, Aymara (Edits.) Animales fabulosos. Las revistas de Abelardo Castillo
- «Mar del Plata miradas de narradores y poetas», búsqueda y clasificación del material. Secretaría de Cultura, UNMdP e Instituto Movilizador de Fondos Cooperativos. Compilación. Marcelo Maran y Arturo Álvarez Hernández.
- Talleres Barriales de Literatura Coord. y Prólogo Carlos Aletto. Municipalidad del Partido de General Pueyrredon. Instituto Cultural. Bs As. 2010
- "El Infierno de paja: Dante en La cautiva de Esteban Echeverría" 195-208 en Italia e Argentina : itinerari di ricerca dall'antichità all'epoca della globalizzazione / a cura di Arturo Álvarez Hernández, Alessandra Campione, Giorgio Otranto. Bari: Cacucci, 2011

## Cuentos, poesías y artículos
- «Los vasos de la memoria» (Unicornio, n.º 3, diciembre de 1992 - enero de 1993).
- «La televisión y la literatura» (en Unicornio, n.º 6, diciembre de 1993 - enero de 1994).
- «El ahora eterno» (ensayo), en diario La Capital (Rosario), 8 de enero de 1989.
- «El muerto que habla» (ensayo sobre Rodolfo Walsh), en diario La Capital, 31 de mayo de 1998.
- «El autito amarillo» (cuento), en diario La Capital, 20 de septiembre de 1987.
- «Tan perfectamente amando» (cuento), en diario La Capital, 24 de septiembre de 1989.
- «La sangre perdida» (La Pecera, n.º 5, otoño de 2003).
- «Ciudad oculta» (Hablar de Poesía, junio de 2003).
- «El rito mortal en el pasaje de la cosa a la palabra una nueva lectura de “No se culpe a nadie” de Julio Cortázar» (La Pecera, n.º 8, primavera de 2004).
- «Ratas al mar»[1] (Página 12, enero de 2014)